# Andrzej Gniazdowski
Andrzej Gniazdowski (ur. 1964) – polski filozof, doktor habilitowany nauk filozoficznych, profesor nadzwyczajny Instytutu Filozofii i Socjologii Polskiej Akademii Nauk. Specjalizuje się w filozofii polityki, filozofii religii i fenomenologii.

## Życiorys
Absolwent Wydziału Filozofii i Socjologii Uniwersytetu Warszawskiego. Uzyskał magisterium z filozofii w 1988 r., a następnie doktorat (1995) i habilitację z filozofii w IFiS PAN.
Jest członkiem Rady Naukowej IFiS PAN; w latach 2019–2022 był jej wiceprzewodniczącym oraz wicedyrektorem tego instytutu. Kierował projektami:
1. Archiwum Warszawskiej Szkoły Historii Idei[4] finansowanym przez Ministerstwo Nauki i Szkolnictwa Wyższego. Celem projektu było „opracowanie zespołu archiwalnego, dokumentacja i edycja dorobku Warszawskiej Szkoły Historii Idei, a także upowszechnienie wyników badań nad jej znaczeniem”; zaowocował on wydaniem 17 książek – edycji źródłowych i studiów nad dorobkiem i dziedzictwem WSHI[4].
2. Fenomenologia polityczna w Niemczech[5] finansowanym przez Narodowe Centrum Nauki

Promotor i recenzent prac doktorskich i habilitacyjnych z zakresu filozofii i historii idei, autor licznych publikacji książkowych i artykułów naukowych.
Laureat Stypendium im. ks. Józefa Tischnera w Instytucie Nauk o Człowieku w Wiedniu (2021-2022), w ramach którego realizował projekt zatytułowany The Political Applications of Phenomenology.

## Wybrane publikacje
Behemot polski. Zajazdy krytyczno-polityczne, Warszawa: Wydawnictwo Instytutu Filozofii i Socjologii PAN, 2019
Antynomie radykalizmu. Fenomenologia polityczna w Niemczech 1914-1933, Warszawa: Wydawnictwo Instytutu Filozofii i Socjologii PAN, 2015 (wersja online)
Polityka i geometria. Fenomenologia Edmunda Husserla a problem demokracji, Warszawa: Wydawnictwo Instytutu Filozofii i Socjologii PAN, 2008
Filozofia i gilotyna. Tradycjonalizm Josepha de Maistre’a jako hermeneutyka polityczna, Warszawa: Wydawnictwo Instytutu Filozofii i Socjologii PAN, 1996